# Marcin Żeromski
Marcin Żeromski (Żeroński) herbu Pobóg (zm. przed 11 października 1611) – pisarz ziemski kaliski w latach 1592–1611.
W 1607 roku był posłem na sejm z województwa kaliskiego.